# روشنایی مرداب

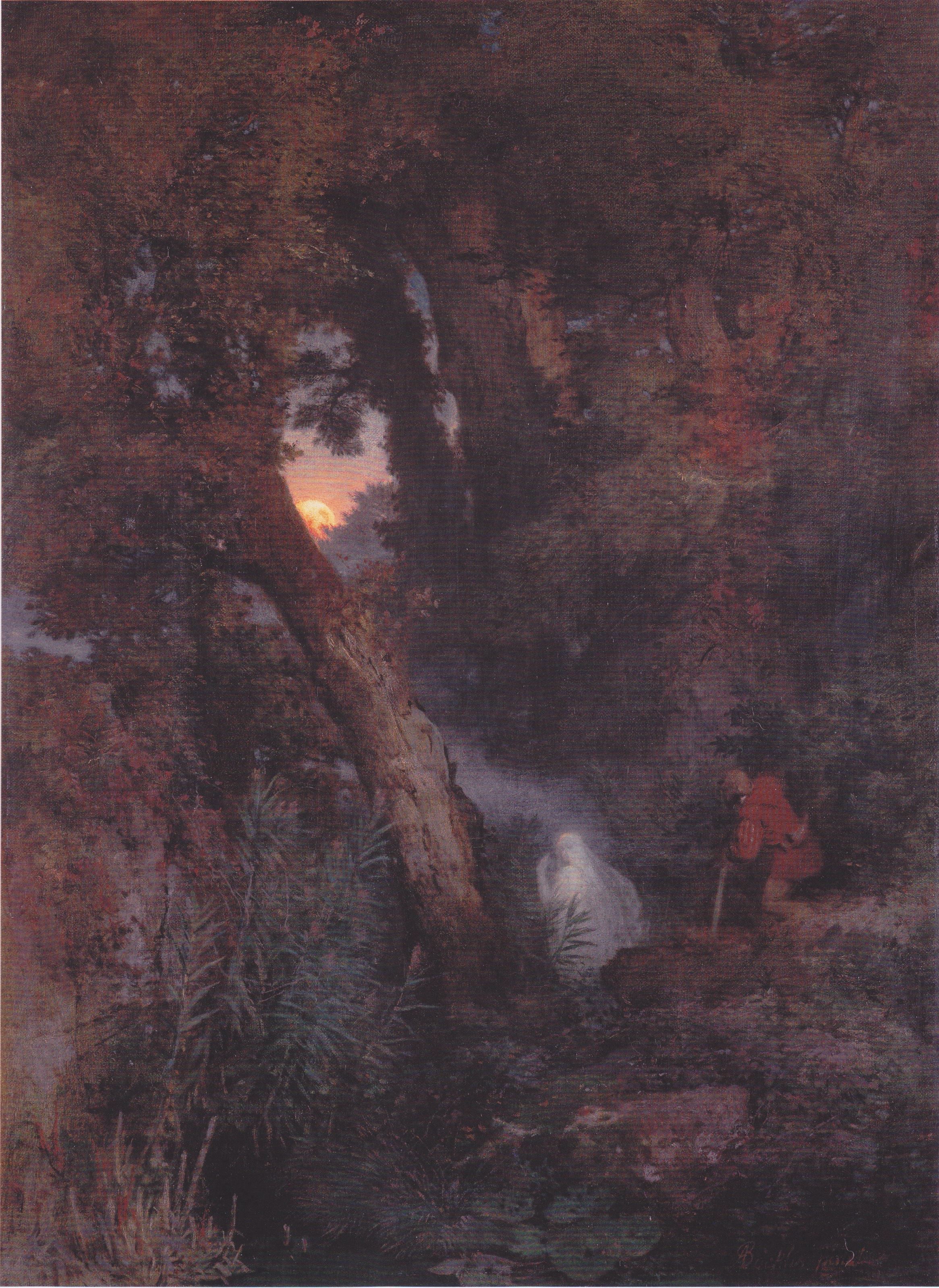
یک نقاشی رنگ روغن ۱۸۸۲ از روشنایی مرداب اثر آرنولد بوکلین.

در فولکلور، روشنایی مرداب (به انگلیسی: Will-o'-the-wisp) نوری است که مسافران شب‌ها در مرداب‌ها و باتلاق‌ها می‌بینند. از این پدیده در فولکورهای اروپایی با نام‌های مختلفی همچون فانوس جک اُ، فانوس راهب، آتش عجیب و غریب، فانوس شیطان، شعله گمراه‌کننده و فانوس سرگرمی یاد شده و گفته می‌شود آن با شباهت داشتن به یک چراغ چشمک‌زن یا فانوس مسافران را گمراه می‌کند. در ادبیات روشنایی مرداب استعاره‌ای از امید واهی داشتن یا هدفی که فرد را به سمت خود سوق می‌دهد اما دستیابی به آن غیرممکن است، می‌باشد.
در گذشته افسانه‌های محلی، فولکور و خرافات روشنایی مرداب را به اشباح، پری‌ها یا ارواح ربط می‌دادند اما علم نوین این پدیده طبیعی را زیست‌تابی و نورتابی شیمیایی می‌داند که در اثر اکسایش فسفین (PH3)، دی‌فسفان (P2H4) و متان (CH4) با تجزیه آلی پدید می‌آید.